# Фронт національного визволення Уганди
«Фронт національного визволення Уганди» (ФНЗУ или UNLF, англ. Uganda National Liberation Front) — політичне об'єднання створене угандійськими емігрантами, що втекли від репресій Іді Аміна в Танзанію. Військовим крилом «фронту» стала Армія національного визволення Уганди («АНЗУ»). АНЗУ билася в союзі зі збройними силами Танзанії у ході угандійсько-танзанійської війни проти режиму Іді Аміна. У квітні 1979 року «Фронт» захопив владу і керував країною до виборів у грудні 1980 року. Армія національного визволення Уганди стала національними збройними силами і була змінена іншими організаціями у 1986 році.

## Створення
«Фронт національного визволення Уганди» був створений на нараді угандійських емігрантів 27-29 березня 1979 року у танзанійському місті Моші. На цій зустрічі були представлені майже двадцять різних організацій. У діяльності фронту брали участь такі люди, як Мілтон Оботе, Тіто Окелло, Базиліо Олара-Окелло, Йовері Мусевені, Годфрі Бінайса, Пауло Муванга.
«Фронтом» керувала виконавча рада, до складу якої входили 11 членів. Головою виконавчої ради став Юсуф Луле. Виконавча рада знаходилася під контролем національної консультативної ради, що складалася з представників усіх груп, що брали участь у конференції в Моші.

## Після Аміна
Після повалення Іді Аміна, яке сталося 11 квітня 1979 року, «Фронт» створив новий уряд на чолі з Юсуфом Луле. «АНЗУ» стала новою національною армією.
Юсуф Луле недовго протримався на посаді президента через розбіжності з членами Національної консультативної ради. У червні 1979 року Луле був відсторонений від посади. Це рішення було схвалено, а може й підготовлено президентом Танзанії Джуліусом Ньєрере, чиї війська досі контролювали Кампалу.
20 червня 1979 Національна консультативна рада обрала Годфрі Бінайсу президентом. Він протримався на посаді довше, ніж Луле. Але його правління не змогло встановити стабільність і подолати хаос. 12 травня 1980 Бінайса спробував відправити у відставку начальника генштабу армії. Однак цьому завадила військова комісія фронту під керівництвом Пауло Муванги. Комісія повалила Бінайсу, а Муванга на кілька днів став главою країни. 22 травня створюється Президентська комісія, яка повинна була виконувати функції президента. Головою комісії став сам Муванга.
Вибори було призначено на 10 грудня 1980 року. Було вирішено проводити вибори по партіях і не використовувати «Фронт національного визволення» в передвиборчій гонитві. Це показувало, що, крім повалення Аміна, у організаторів «Фронту» не було загальних цілей.
На виборах, за офіційними результатами, перемогла партія «Народний конгрес Уганди» на чолі з Мілтоном Оботе. Багато колишніх соратників Оботе по «Фронту», вважаючи вибори сфальсифікованими, почали збройну боротьбу. Ця боротьба вилилася в громадянську війну або, як її ще називають, «Війна в кущах».
У 1985 році в армії стався етнічний конфлікт між народностями Лангі і ачолі. Конфлікт призвів до військового перевороту, в ході якого влада перейшла від Мілтона Оботе до Базиліо Олара-Окелло і його однофамільця Тіто Окелло. Новий уряд не впоралося із завданням зі встановлення миру, і 25 січня 1986 року «Армія національного визволення Уганди» була розбита «Національним рухом опору» на чолі з Йовері Мусевені, екс-міністром в уряді «Фронту».